# 斯特里帕河 (盧加河支流)
斯特里帕河（烏克蘭語：Стрипа），是烏克蘭西北部的河流，屬於盧哈河的左支流。該河流經沃倫州的盧茨克區和沃洛德米爾區，河道全長24公里，流域面積184平方公里。